# Chalcis unicolor
Chalcis unicolor is een vliesvleugelig insect uit de familie bronswespen (Chalcididae). De wetenschappelijke naam is voor het eerst geldig gepubliceerd in 1876 door Radoszkowski.